# Semsey András
semsei Semsey András (1754. – 1814. március 2.) főispán.

## Életútja
Semsey András ezredes fia. 1778-ban részt vett mint királyi biztos a Maroson túl fekvő úgynevezett bánsági három megye visszacsatolásában és szervezésében; ekkor Torontál megye alispánjává nevezték ki, s részt vett az úrbér behozatalában. 1786-ban a királyi tábla ülnöke, majd a Hétszemélyes Tábla bírája lett. 1789-ben a m. kir. udvari kancelláriánál, 1791-ben a császári-királyi kamaránál alkalmazták és itt tanácsos lett. 1797-től Ugocsa megye főispáni helyettese, a Szent István-rend vitéze, 1803-tól ugyanazon megye valóságos főispánja, 1802 február 26-tól királyi személynök. 1807-ben Abaúj vármegyei főispán, 1808-ban kamarai elnök lett.